# Nokia 6260
Nokia 6260 – model telefonu komórkowego wyprodukowanego przez firmę Nokia, działający w pasmach GSM 900, 1800, 1900 MHz.
Jest to telefon typu clamshell, który działa w systemie Symbian. 

## Dane techniczne

### Parametry techniczne
- Częstotliwość: 900, 1800, 1900 MHz
- Wymiary: 102x49x23 mm
- Masa: 130 g
- Akumulator: Li-lon 860 mAh (BL-4C)
- Czas czuwania: do 6 dni
- Czas rozmowy: do 4 godz.

### Wyświetlacz
- Rozdzielczość: 176x208 TFT
- Liczba kolorów: 65,536 kolorów, 16-bit

### Transmisja danych
- GPRS: Klasa 6 (do 43,2 kb/s)
- IrDA
- Bluetooth
- WAP: 2.0
- EMS
- MMS
- Java

### Dźwięki
- dzwonki polifoniczne
- mp3

### Funkcje
- Książka telefoniczna
- Funkcje głosowe
- Dyktafon
- Gry
- Aparat fotograficzny